# 安田寿明
安田 寿明 (やすだ としあき、1935年（昭和10年）7月3日 - )は、日本の情報工学者である。

## 略歴
1935年に兵庫県に生まれる。1959年に電気通信大学を卒業後、読売新聞社で勤務した後に東京電機大学で研究職に就いた。
1975年、コンピュートピア誌上で、個人用コンピュータに関する連載を持ち、その中で、現在の一人1台の情報端末を所有してネットワークで有機的に結合された情報化時代の到来を早くも予言していた。Intel 8008を使用したコンピュータの製作法を紹介し、一連の著書シリーズを上梓した。
当時のシリーズは当時のマイコン少年達に感銘を与え、かつての読者の中には情報通信産業で活躍することになった者も多数いる。

## 著書
- 安田寿明 (1968年). コンピュータ時代をどう生きるか. 日本文華社. ASIN B000JA54IO
- 安田寿明 (1969年). 行動科学への理論と応用―シミュレーション・モデル. ラテイス. ASIN B000J9ON8W
- 安田寿明 (1969年). 電子計算機プログラム入門. 日本法令様式販売所. ASIN B000JA3EFE
- 安田寿明 (1977年3月). マイ・コンピュータ入門―コンピュータはあなたにもつくれる. 講談社. ISBN 9784061179134
- 安田寿明 (1977年8月). 手づくりコンピュータマイコンキット活用ブック. 工業調査会. ISBN 9784769310211
- 安田寿明 (1977年9月). マイ・コンピュータをつくる―組み立てのテクニック. 講談社. ISBN 9784061179288
- 安田寿明 (1978年4月). マイコンピュータをつかう―周辺機器と活用の実際. 講談社. ISBN 9784061179479
- 安田寿明; 中原紀 (1979年). BASICで走るパーソナルコンピュータ. 工業調査会. ASIN B000J8CIXA
- 安田寿明 (1981年10月). オフィス・オートメーション入門―OAをこなす知恵. 講談社. ISBN 9784061180765
- E・M・ロジャーズ 安田寿明訳 (1992年7月). コミュニケーションの科学―マルチメディア社会の基礎理論. 共立出版. ISBN 9784320025905